# Giovanni Folchi
Giovanni Folchi Vici (Milano, 10 luglio 1916 – Milano, 7 febbraio 1946) è stato un aviatore italiano.

## Biografia
All'Università Folchi si iscrisse ai GUF, prendendo in seguito la tessera del PNF ma senza ricoprire alcun incarico. Nel 1936 si iscrisse invece all'Accademia Aeronautica di Caserta dove conseguì il brevetto e il grado di sottotenente. Con l'inizio della guerra fu impiegato all'aeroporto di Albenga, in seguito prese parte alla campagna di Grecia. Dopo l'armistizio dell'8 settembre 1943, l'11 settembre scelse di continuare la guerra al fianco dei tedeschi di stanza in Grecia fino al rimpatrio in Italia dove rimase a lungo senza impiego.
Il 9 febbraio 1944 aderì alla Repubblica Sociale Italiana. A marzo fu trasferito ad Asti per circa due mesi poi venne destinato dapprima ai reparti dell'Aviazione in servizio presso l'aeroporto di Venaria Reale dove operava la Squadriglia complementare d'allarme "Montefusco-Bonet" fino a settembre e successivamente al IX° Battaglione Antiparacadutisti al comando del maggiore De Biase di stanza a Milano. Folchi assunse il comando della 1ª compagnia.
Arrestato dai partigiani fu rinchiuso nel carcere di San Vittore. Il 22 agosto 1945 venne processato per collaborazionismo dalla Corte d'assise straordinaria di Milano e condannato a morte. La sentenza venne eseguita il 7 febbraio 1946. La fucilazione di Folchi fu l'ultima condanna alla pena capitale eseguita a Milano prima dell'abrogazione della pena di morte dall'ordinamento italiano. A Milano la corte d'Assise straordinaria inflisse 36 condanne a morte e di queste solo due furono effettivamente eseguite, quella contro l'ex Ministro dell'interno della RSI Guido Buffarini Guidi il 10 luglio 1945 e quella contro Folchi.